# James Reid (szkocki piłkarz)
James Greig Reid (ur. 1 maja 1890 w Peebles, zm. 22 kwietnia 1938 w Airdrie) – szkocki piłkarz występujący na pozycji napastnika.
Jako zawodnik Airdrieonians dwukrotnie sięgnął po tytuł króla strzelców Scottish Division One – w sezonach 1912/1913 oraz 1913/1914, zdobywając odpowiednio 30 i 27 bramek. W sezonie 1923/1924 wraz z Airdrieonians triumfował w Pucharze Szkocji.
W reprezentacji Szkocji zadebiutował 28 lutego 1914 w zremisowanym 0:0 meczu British Home Championship z Walią. W latach 1914–1924 rozegrał w drużynie narodowej trzy spotkania.